# 北川玲子
北川 玲子(きたがわ れいこ）は、日本の女性漫画家。新潟県南魚沼市出身。埼玉県蕨市在住。

## 概要
1984年日本文華社『マリイ』創刊号掲載の『URAWAシティナイト』でデビュー。その後、主に笠倉出版の『La comick 』で執筆。一般社団法人マンガジャパン会員。趣味はバレエと観劇。元外交官でフィンランド関係の書籍を書いている北川達夫はいとこ。埼玉県立浦和第一女子高等学校卒業。漫画同好会と美術部に所属。少女漫画家の赤石路代と伊藤結花理は先輩。立教大学文学部日本文学科卒業。立教大学漫画研究会に所属。

## 作品リスト

### 文華社 マリイ掲載作品
- URAEAシティナイト(1984年12/5刊)
- 土曜日はだめよ(1985年4/5刊)

### 笠倉出版社ラヴィアン掲載作品
- 善良な人に愛の手を
- あなたをつかまえさせて
- ホットなあなたとクールなあなた
- 山本さんちのおやつ時

1985年
- 美味しい生活

1987年
- 情景は溶解する
- 一番哀しい歌
- 天の配剤
- 素直な女

1988年
- おしあわせなあなた
- 愛が崩れた
- ガラスの蝶々
- 刺草の燃える音
- 私の眼に映るもの
- 天上の家
- 逃がした魚は大きい!!
- 迷宮の闇の底
- 引き裂かれた夜
- 悪いのはおまえだ
- 2年ののち
- なんでも半分

1889年
- 冬の薔薇
- 微笑む女
- 水晶の森
- 辰星落々
- 凍りつく部屋
- 不快指数殺人事件
- メランコリア
- 海の奇蹟
- 魚類の薔薇
- 私は宇宙人の子を身籠もった!!
- エンティティ

1990年
- 蠅の王
- 夜の砕ける音
- 夢の終わり
- 悪いのはお互いさまだ
- バラ色の人生
- 心ゆれて

### 主婦と生活社　スコラ、他掲載作品
1988年
- 華々の家(主婦と生活社)
- 鬼の棲む家(主婦と生活社)

1989年
- ダンス!!(主婦と生活社)

1990年
- 眠る蛇
- 殺意のオペラ(主婦と生活社)
- ふつーの主婦には向かない職業(スコラ「ヒメ」)
- 修羅の糸(サン出版「アムール」)
- らんちゅう(大陸書房「ロマンチックルージュ」)
- 一寸先は闇みたい(スコラ「ヒメ」)

1991年
- 女優(サン出版「アムール」)
- あなたの眼は美しい(大陸書房「ロマンチックルージュ」)
- 月夜と占いと人魚(主婦と生活社)
- 視姦(スコラ「ヒメ」)
- 勝利者(サン出版「アムール」)
- あぶな絵の男(スコラ「ヒメスペシャル」)
- 野獣
- あなたに特別な私(大陸書房「ロマンチックルージュ」)
- 越後蒲原心中(スコラ「ヒメスペシャル」)
- 鴉(宙出版)
- お楽しみはこれからだ
- 金魚満堂(スコラ「ヒメスペシャル」)

1992年
- ボウサダ・デ・サンチアゴ(マガジンマガジン「ミステリーレディース」)
- 永遠の闇の終わり(大陸書房「ロマンチックルージュ」)
- 陥穽　(宙出版)
- ルクソール(マガジンマガジン「ミステリーレディース」)
- 海鳴り(スコラ「ヒメスペシャル」)
- 迷宮の森(大陸書房「ロマンチックルージュ」)

1997年
- 僕を愛してるママ　1997年9/5　(蒼馬社「オール怪談1」)

1998年
- 僕は父さんがきらい(蒼馬社「オール怪談3」4/5刊)
- 箱入り娘(蒼馬社「オール怪談4」7/6)
- かわいいめぐちゃん(蒼馬社「オール怪談5」8/9刊)
- 友達(蒼馬社「オール怪談6」11/9刊)

1999年
- 誕生日(蒼馬社「オール怪談7」7/2刊)
- かけひき上手(蒼馬社「オール怪談」)

2007年
- 甘美なる死の悪夢(「らんちゅう」というタイトル作品の再掲)8/5

2010年
- 眠れる森の美女(宙出版「教科書では教えてくれないグリムvol10」6/15刊)
- 赤毛のアンテ　(宙出版「教科書では教えてくれないグリムvol17」12/15刊)

2011年
- チャイニーズ怪奇譚~呪いの娼婦　眼球天罰~(コア・マガジン「現代恐怖夏世界」10/17刊)
- 僕を殺さないで(ぶんか社「ホラーM」)
- 小夜曲　笠倉出版「ラ・コミック・ミステリー」)(結婚ミステリーに再収録)
- 地獄に落ちろ　(ワニ出版)(結婚ミステリーに再収録)
- 水晶の中の荒野　(芳文社「ラヴィング」)(結婚ミステリーに再収録)
- フェイド・トゥ・ブラック(マガジンマガジン「ミステリーレディース」)(結婚ミステリーに再収録)
- 毒の姑　(竹書房「ドキドキコミックス」)
- サロメ　原作:オスカー・ワイルド　(宙出版「教科書では教えてくれないグリム」)
- 星の王子様　原作:サン・テグジュペリ(宙出版「教科書では教えてくれないグリム」)
- 嫌な女　原作:唯川恵「病む月」より　(宙出版「HI・ミステリー」)
- 親指姫　(竹書房「禁断グリム童話」)
- 赤ずきん(竹書房「大人のグリム童話」)
- スプラッターチルドレン(ぶんか社「ホラーM」)
- 春画屋惣介(スコラ社「ヒメスペシャル」)
- コタンの化け猫　(ぶんか社「漫画残酷なグリム童話」)

### 単行本リスト
- 素直な女(笠倉出版1989年刊)素直な女/情景は溶解する/一番哀しい歌/天の配剤/愛は崩れた
- うろこ少年(ぶんか社1996年刊)うろこ少年/僕を殺さないで/アレクセンシア/バーンアップ/悪魔の微笑み
- わた雪(蒼馬社1996年刊)そりたりあ/わた雪/ちりまがう
- ラ・マルディシオン(蒼馬社1997年刊)ナメクジの島/ベネーニャ/孤島の秘密/グリーン/魅惑の指輪/ラ・マルディシオン
- 愛のあやまち 原作:ペニー・ジョーダン(宙出版1997年9月刊)
- 暗闇に葬れ(大創産業2004年刊)暗闇に葬れ/海の奇跡/一番哀しい歌
- 戦火の子どもたち(ぶんか社2005年8/1刊)グラウンド・ゼロ広島/アウシュビッツ1945/小人の靴屋/かわいそうなゾウ/白旗の少年

### アンソロジー本
- 女囚告白簿(主婦と生活社1993年)贋札使いの女　原作:藤本義一
- ホラーM神田茉莉＋北川玲子特集(ぶんか社1994年)永遠の闇の終わり/暗闇に葬れ/金魚満堂/歯無し女/らんちゅう
- おそれ~高橋克彦怪奇の世界(宙出版2000年)  私の骨　原作:高橋克彦
- 性の響宴(ぶんか社2004年)  ふたり妻
- 淫楽の宴(ぶんか社2007年)  マハとチェラ
- 高橋克彦ミステリー傑作選(ぶんか社) 陶の家　原作:高橋克彦
- 十津川警部スペシャル(実業之日本社)　白鳥殺人事件 原作:西村京太郎
- 東野圭吾ミステリー傑作選2(秋田書店) さよならコーチ 原作:東野圭吾
- 森村誠一ミステリー(宙出版) 青の魔性　原作:森村誠一
- 東野圭吾The Best(宙出版) 寝ていた女　原作:東野圭吾
- 夏樹静子ミステリー(宙出版) 死体さえあれば　原作:夏樹静子